# Santiago Capitiro
Santiago Capitiro es una localidad del estado mexicano de Guanajuato. Es parte del municipio de Jaral del Progreso.

## Toponimia
El nombre «Santiago» hace referencia al santo patrono de la localidad: Santiago el Mayor. El nombre «Capitiro» proviene del término en purépecha: capetaro. Su significado es «lugar donde se divisa la llanura» o «lugar donde inicia la llanura».

## Demografía
| Gráfica de evolución demográfica |
|                                  |

| Censo | Población |
| ----- | --------- |
| 1921  | 695       |
| 1930  | 1 054     |
| 1940  | 991       |
| 1950  | 1 211     |
| 1960  | 1 828     |
| 1970  | 2 397     |
| 1980  | 3 094     |
| 1990  | 3 375     |
| 2000  | 2 852     |
| 2010  | 2 618     |
| 2020  | 2 582     |